# しんせつ
株式会社 木の城 しんせつは、住宅の設計、施工、新築、増改築、リフォームを行っている北海道滝川市に本社をおく住宅メーカー企業である。法人格に関連はないが、旧木の城たいせつの役員、社員が創業したことで知られる。
社名は「親切」、北海道の「新雪」から由来。
キャッチコピーは「すべての方にしんせつ対応」。

## 略歴
- 2008年（平成20年）3月 - 旧木の城たいせつが破綻
  - 4月 - 株式会社しんせつを創業
  - 5月 - 札幌東事業所を開設
  - 10月 - 道南事業所を開設
- 2009年（平成21年）2月 - 函館事業所を開設 
  - 6月 - 滝川本社　社屋落成
  - 8月 - 木の城の商標取得
- 2010年（平成22年）3月 - 札幌北事業所を開設 
  - 4月 - 滝川本社　木の城見本市場オープン
- 2011年（平成23年）3月 - 資本金1，000万円に増資
  - 7月 - 木の城ドリームパーク第一期オープン
- 2012年（平成24年）3月 - 資本金1，500万円に増資
  - 10月 - 札幌南事業所兼リフォームモデルハウス「甦る（よみがえる）家」オープン
- 2013年（平成25年）5月 - 苫小牧事業所兼新築・リフォーム情報館オープン

## 主な事業内容
- 旧木の城たいせつ住宅の技術継承をした住宅リフォーム
- 新築、注文住宅

## 事業所
- 滝川事業本社 - 滝川市泉町286-33
- 札幌東事業所 - 江別市豊幌はみんぐ町1-6
- 札幌北事業所 - 石狩市花川北6条3丁目150
- 札幌南事業所 - 札幌市中央区南23条西11丁目2-1
- 道南事業所 - 登別市千歳町1丁目3
- 苫小牧事業所 - 苫小牧市錦岡573-291
- 函館事業所 - 函館市美原2丁目40-22

## 展示場
滝川事業本社、木の城ドリームパーク・見本市場（総施設面積6，500坪）道内最大級のリフォーム総合展示場があり
建物5棟と敷地境界塀に1坪大の外壁実物見本張306種、各メーカー品814種類1，960点の圧倒的な品数を展示している。
外装塗装色1.5坪大実物見本72種。

## メディア
※ 終了したもの含む

### テレビ
- 2010年2月 - 札幌テレビ放送（STV）どさんこワイド
- 2013年7月20日 - 北海道放送（HBC）グッチーの 今日ドキッ!
- 2014年4月8日、15日 - テレビ北海道（TVh）おうちナビ

### CM
- テレビ北海道（TVh）2013年6月14日〜

### ラジオ
- 2012年10月 - STVラジオモデルハウス「甦る（よみがえる）家」

### 新聞
- 2008年4月4日、5月8日 北海道新聞（再起へのチャレンジ！）
- 2009年6月2日、8月21日 北海道新聞（新社屋落成記念式）
- 2009年8月21日 北海道新聞（商標取得に「志受継ぐ！」）
- 2010年4月20日、4月27日 北海道新聞（外壁、ショールーム展示場）
- 2011年7月14日 北海道新聞（見本市場オープン）
- 2013年5月2日 北海道新聞朝刊　「しんせつ」、苫小牧事業所開設[リンク切れ]